# Chapelle Sainte-Nonne de Dirinon
La chapelle Sainte-Nonne est située à Dirinon, en France, dans l'enclos paroissial.

## Localisation
La chapelle est située sur le territoire de la commune de Dirinon, dans le département du Finistère, en région Bretagne.

## Description
La chapelle est située à l'intérieur du placître de l'église Sainte-Nonne, cette chapelle se compose d'une nef lambrissée et se termine par un chevet plat. Le pignon ouest est surmonté d'un petit clocher avec dôme. La façade ouest, avec porte en plein cintre, est surmontée d'une niche. La façade nord est percée d'une porte et d'une fenêtre surmontée d'un gable orné de crochets et amorti par deux personnages sculptés. À l'intérieur, poutres et sablières sculptées. La chapelle abrite le gisant de Sainte Nonne.

## Historique
La chapelle est classée au titre des monuments historiques par arrêté du 2 mai 1960.

## Galerie

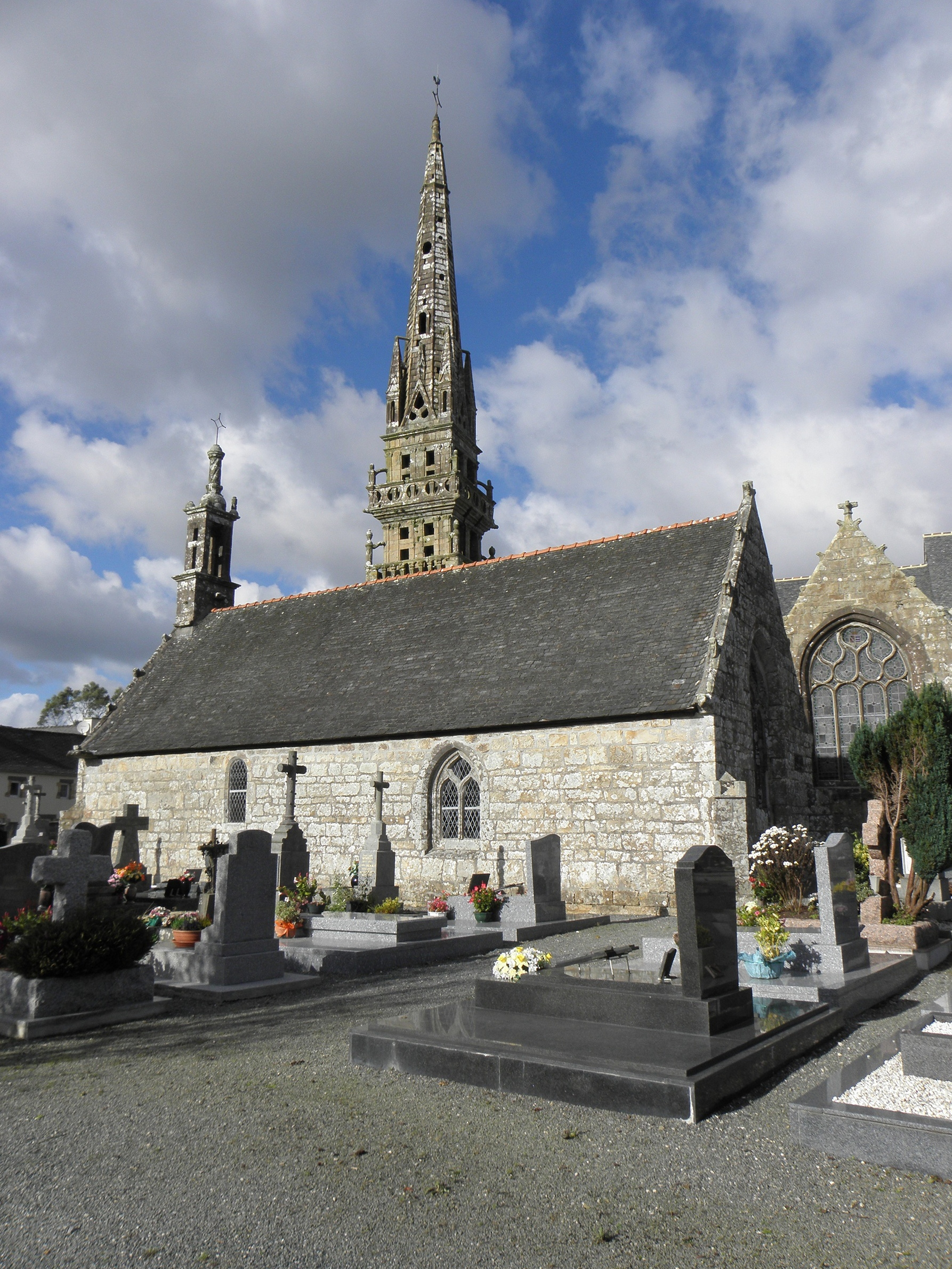
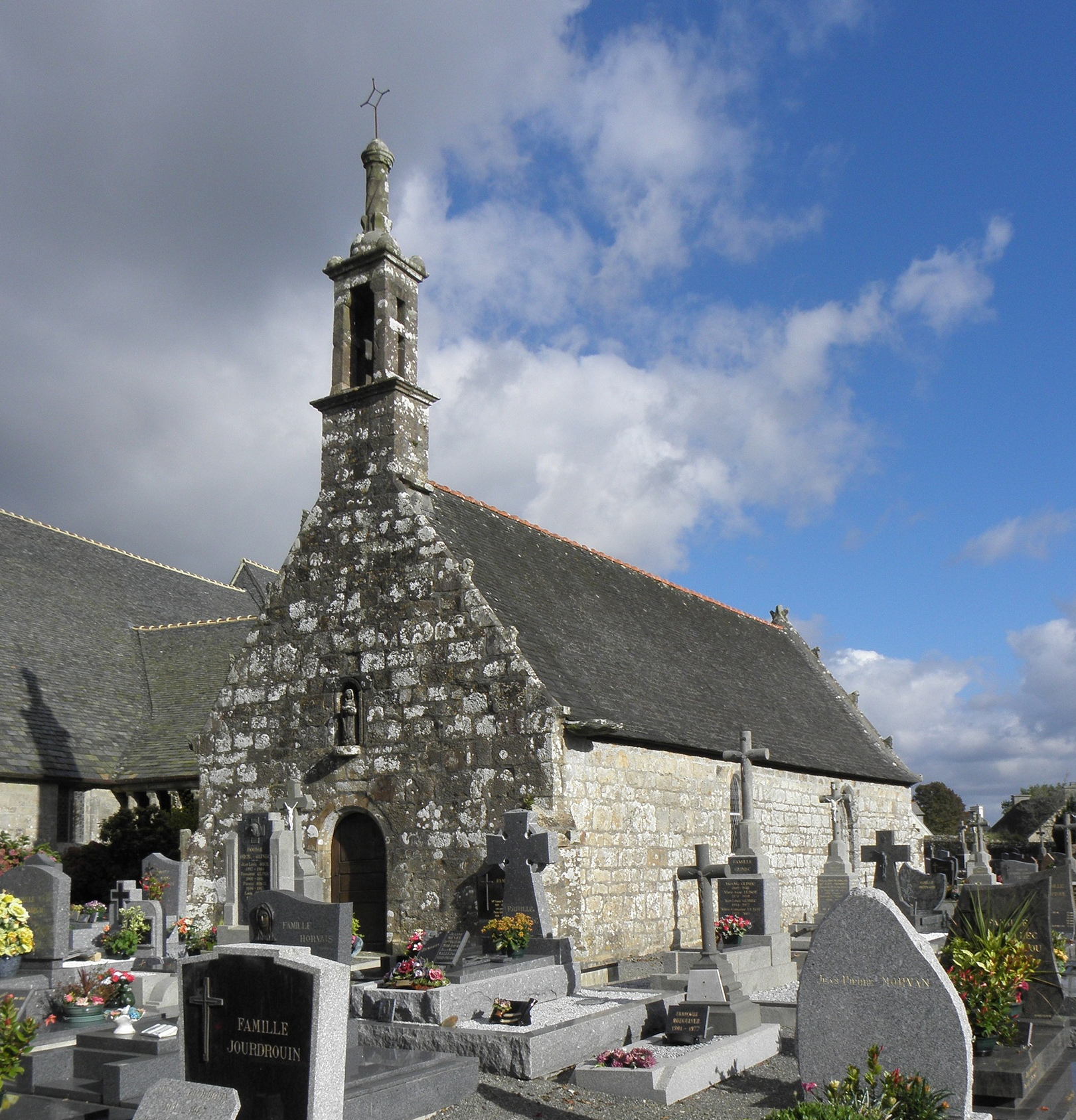
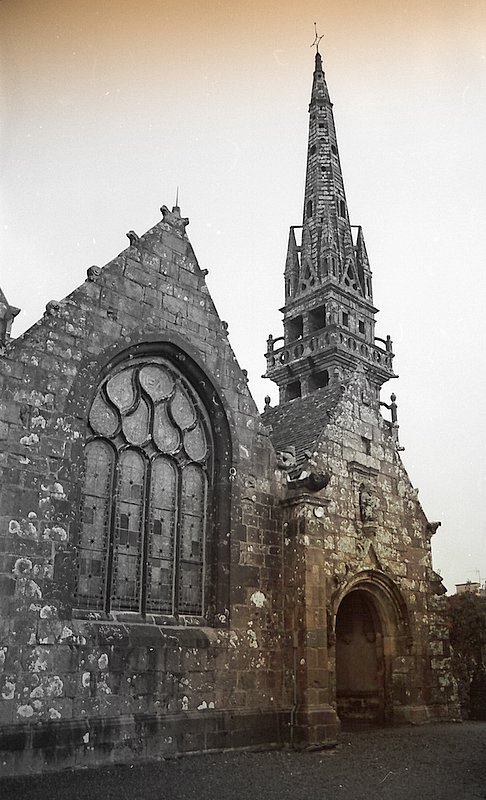
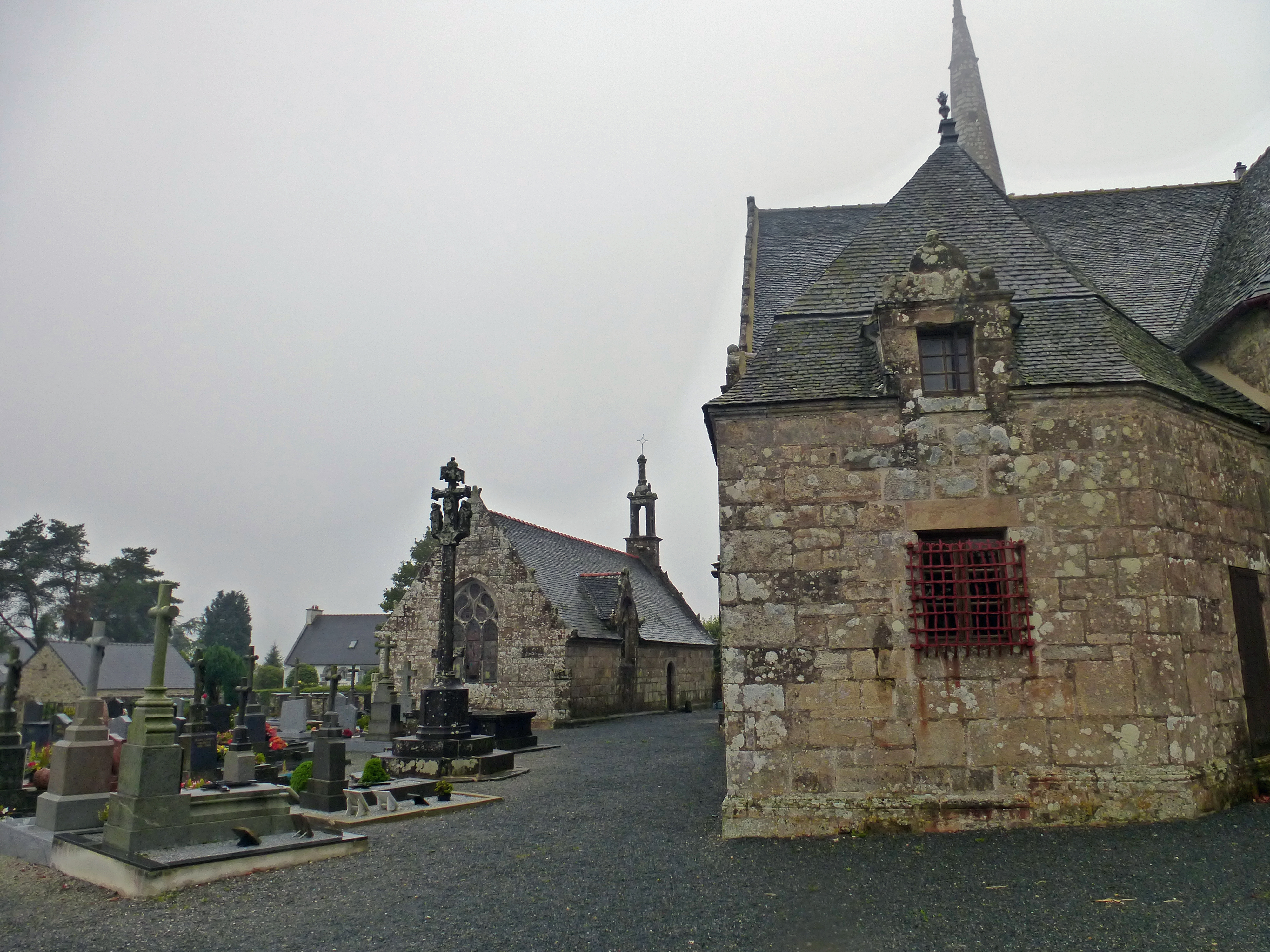
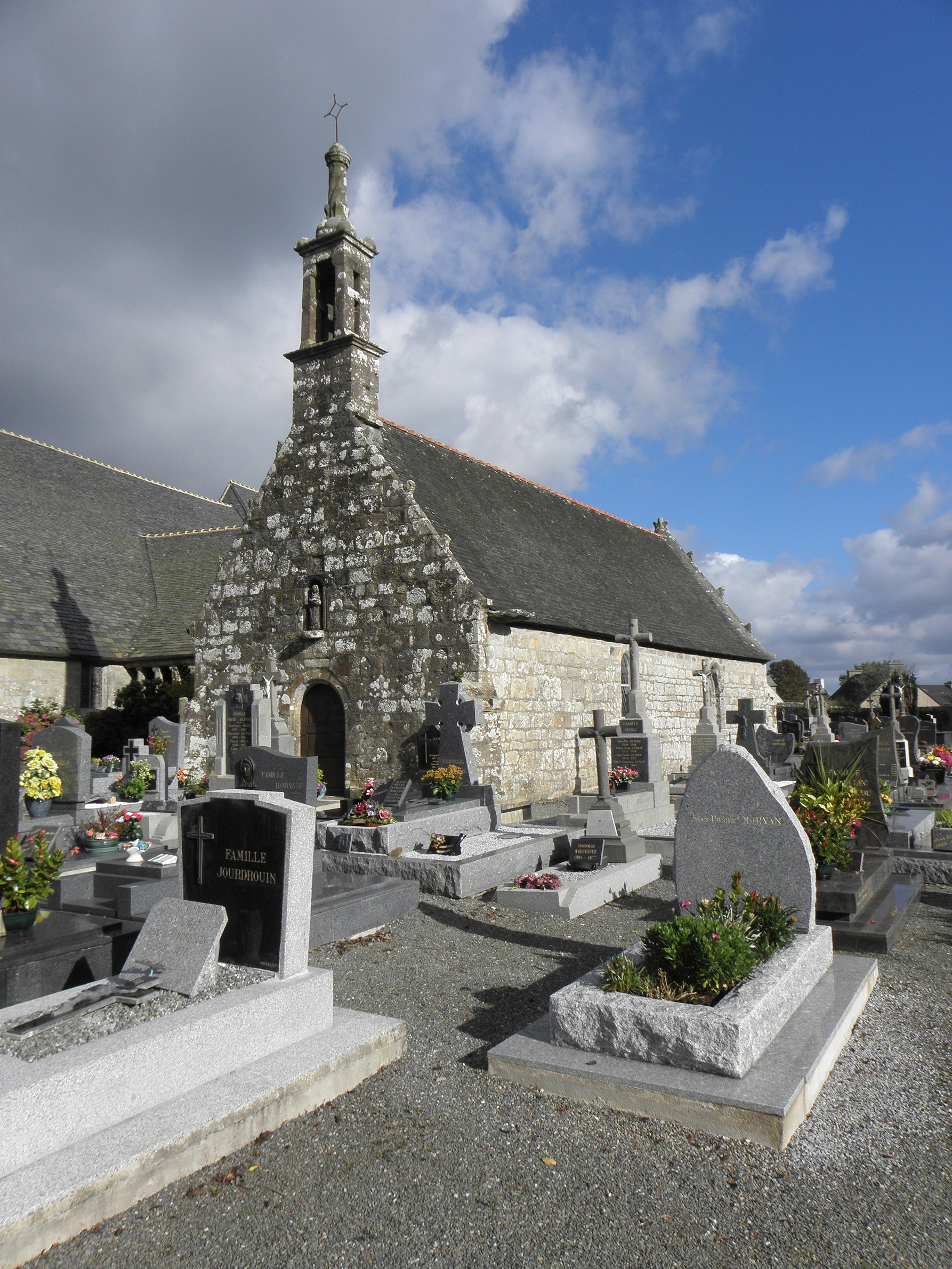
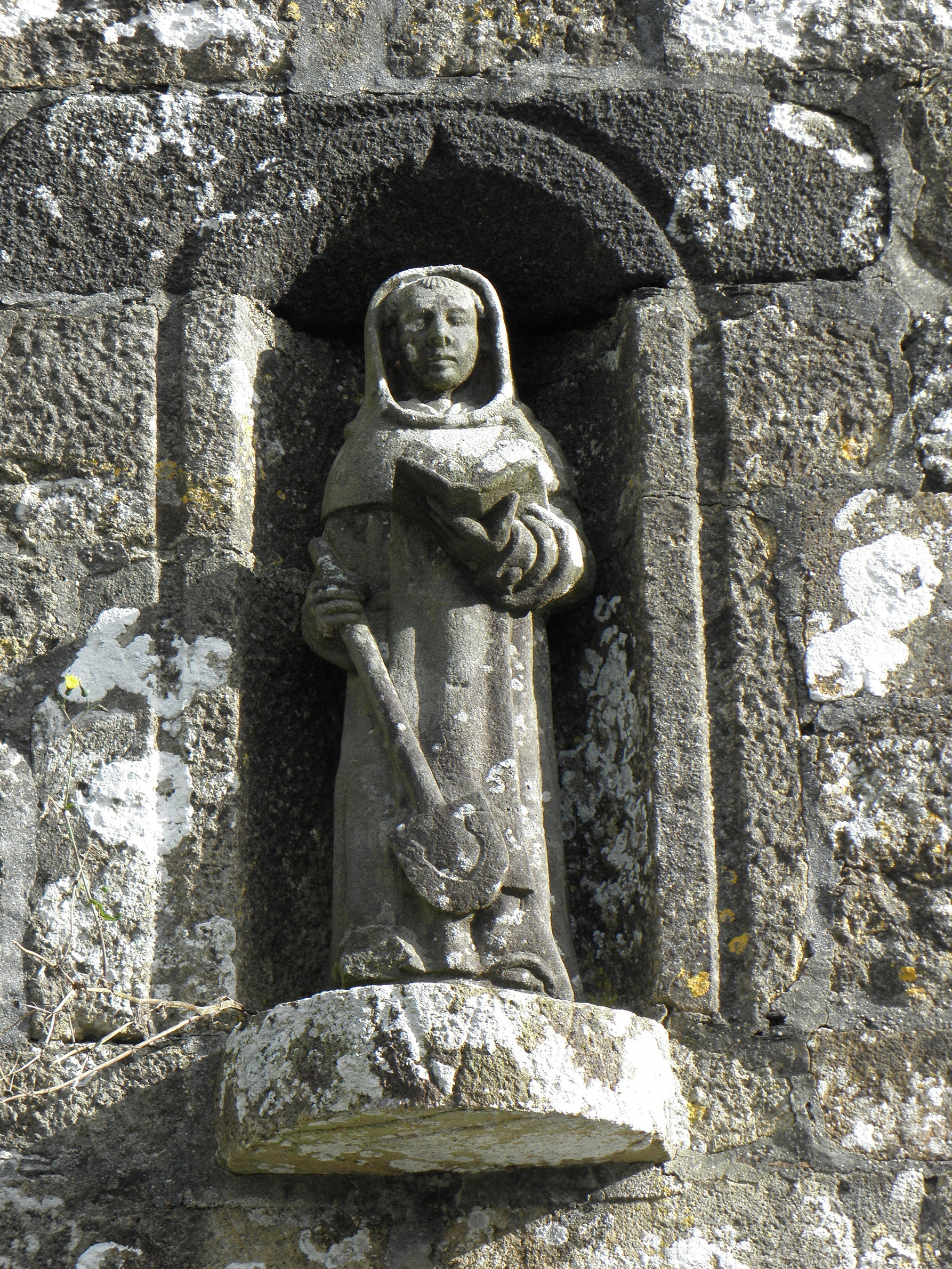
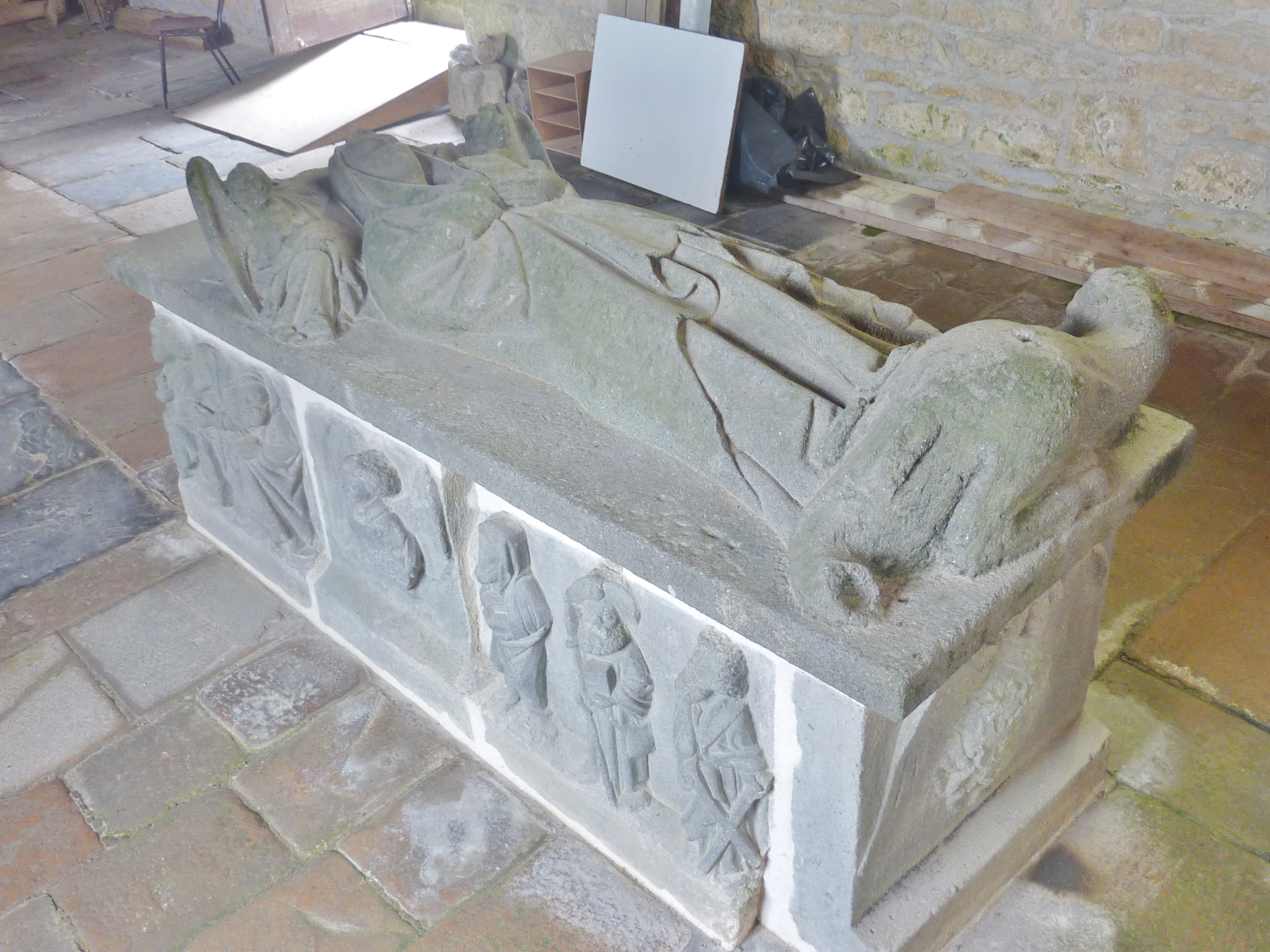
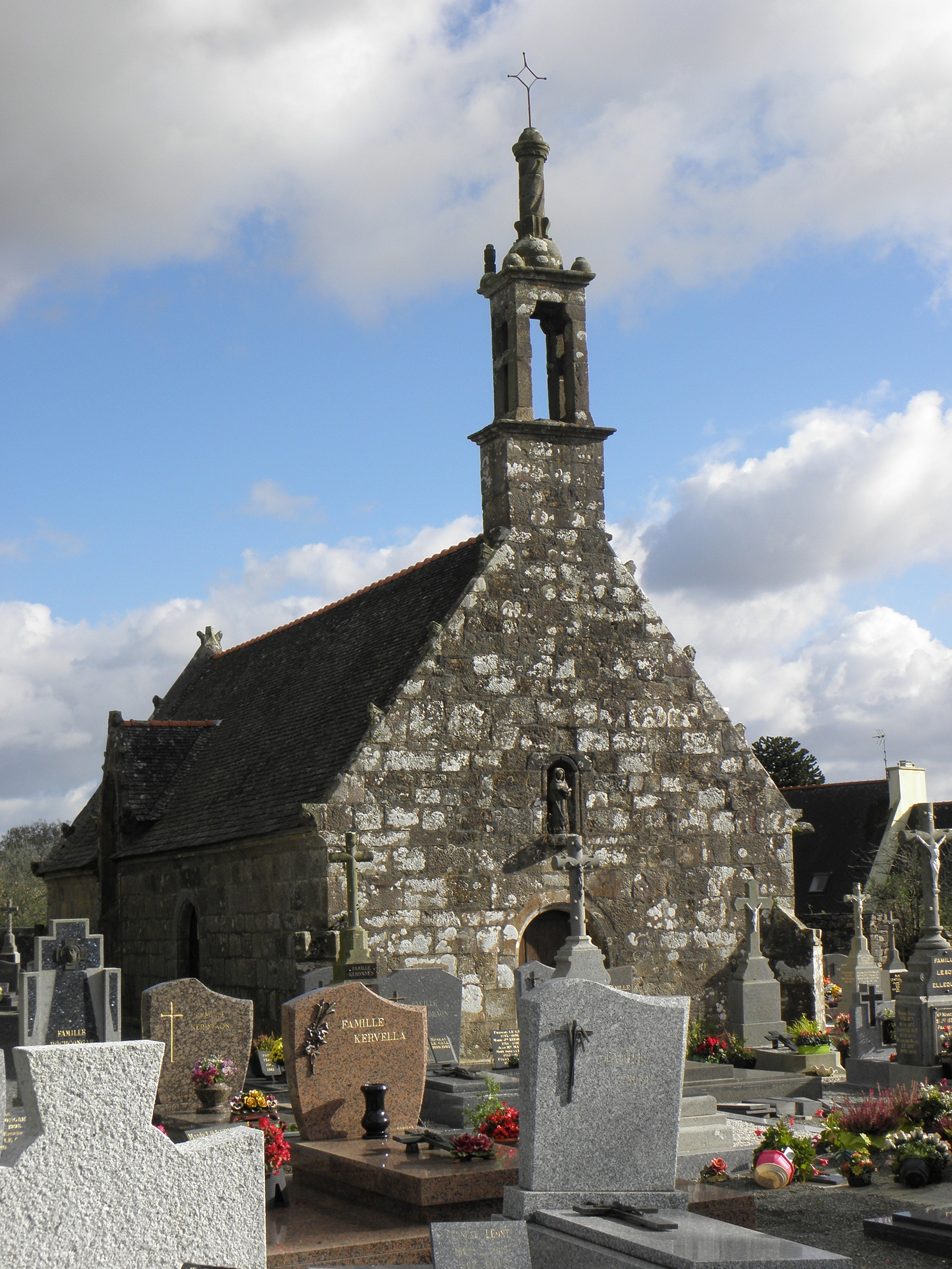